# Tamiasciurus
Tamiasciurus — рід гризунів родини вивіркових. Рід включає три види:
- вивірка Дугласа T. douglasii,
- вивірка Мірнса T. mearnsi.
- вивірка червона T. hudsonicus,

Типовим видом роду є Tamiasciurus hudsonicus.

## Етимологія
грец. Ταμίας — «той хто запасає їжу», грец. σκιά — «тінь», грец. οὐρά — «хвіст».

## Морфологічні особливості
Голова й тулуб довжиною 165—230 мм, хвіст довжиною 90—160 мм, вага 141—312 гр. Хутро зверху від рудувато-коричневого до оливково-коричневого чи коричнюватого кольору, сірувате взимку. На літньому хутрі зазвичай бувають чорнуваті смуги на боках, але їх важче розрізнити на зимовому хутрі і в молоді. Черево біле чи близько того у T. hudsonicus і рудувате у інших двох видів. Хвіст із рудувато-коричневою, жовтою чи білою облямівкою.

## Поширення
Поширений від Канади через США до північно-західної Мексики. Представники роду населяють хвойні ліси, але також можуть бути знайдені в листяних і мішаних лісах.

## Життя

### Поведінка
Ведуть денний спосіб життя. Хоча вони деревні, але проводять багато часу на ґрунті. Одна особина зазвичай використовує кілька гнізд. Вони здебільшого трьох видів: просто сконструйовані гнізда на розгалуженні гілок, які використовуються при спекотній погоді, дупла в деревах, які використовуються як зимові гнізда і альтернативні зимові гнізда у найгустішому листі дерев. Іноді також риє нори під каменями чи пнями. Представники північних популяцій проводять зиму в підземних тунелях, де є запас провіанту. Не впадають у сплячку. Основною їжею є шишки хвойних дерев. Крім того, Tamiasciurus можуть споживати горіхи, фрукти, кору, гриби, яйця і молодих птахів. Живуть поодинці й захищають територію, де знаходиться їх комора.

### Розмноження
Пари збираються разом ненадовго для спарювання в кінці зими, а в тепліших частинах ареалу і у другий сезон спарювання в літній час. Самиці народжують після періоду вагітності 35 днів 4—6 дитинчат. Вони вигодовуються до восьми тижнів і стають незалежними після 18 тижнів. Тривалість життя в дикій природі становить до семи років.